# 斯卡尔马尼奥
斯卡尔马尼奥（義大利語：Scarmagno），是意大利都灵省的一个市镇。总面积7.96平方公里，人口787人，人口密度98.9人/平方公里（2009年）。ISTAT代码为001261。